# ميسيل دومينغيز
ميسيل دومينغيز (بالإسبانية: Misael Domínguez) هو لاعب كرة قدم مكسيكي في مركز الوسط، ولد في 27 أكتوبر 1999 في سالتيو في المكسيك. لعب مع نادي مونتيري.

## وصلات خارجية
- ميسيل دومينغيز على موقع قاعدة بيانات كرة القدم.إي يو (الإنجليزية)
- ميسيل دومينغيز على موقع Soccerway.com (الإنجليزية)
- ميسيل دومينغيز على موقع AS.com (الإسبانية)